# Vườn quốc gia Núi Đen
Vườn quốc gia Núi Đen là một vườn quốc gia ở bang Queensland, Úc, cách thành phố Brisbane 1.539 km về phía tây bắc, và cách thành phố Cooktown 21 km dọc theo đường Mulligan Highway.
Điểm hấp dẫn nhất của vườn quốc gia này là một ngọn núi gồm các tảng đá mòn granite màu đen, cao 1 km.
Các khoảng cách giữa các tảng đá này thường rất lớn, trong đó nhiều khoảng cách dẫn tới các hang động. Các hang động này là nơi sinh sống của loài dơi. Một số người được cho là đã mất tích khi vào thám hiểm các hang động này.
Chỉ có một người thám hiểm các hang này đã tìm được lối ra. Ông ta mô tả các hang này như một mạng lưới địa ngục, và nói sẽ không bao giờ trở lại đây.